# River Phoenix
River Jude Phoenix (n. 23 august 1970, Madras⁠(d), Oregon, SUA – d. 31 octombrie 1993, West Hollywood, California, SUA) a fost un actor, muzician și activist american. El a fost fratele mai mare al lui Rain Phoenix, Joaquin Phoenix, Liberty Phoenix și Summer Phoenix.
Munca lui Phoenix a cuprins 24 de filme și apariții de televiziune, iar creșterea sa spre faimă a dus la statutul său de "idol adolescent". A început cariera de actorie la vârsta de 10 ani, în reclame de televiziune. A jucat în filmul de aventuri science fiction "Explorers" (1985) și a avut primul său rol important în 1986 în "Stand by Me". Phoenix a făcut o tranziție în mai multe roluri orientate spre adulți cu "Running on Empty" (1988), jucând fiul părinților fugari într-un spectacol bine primit, care i-a adus o nominalizare la un Premiu Oscar pentru cel mai bun actor în rol secundar și "My Own Private Idaho" (1991), jucând un hustler gay în căutarea mamei sale înstrăinate. Pentru ultima lui performanță, Phoenix a câștigat o enormă laudă și a câștigat Cupa Volpi pentru cel mai bun actor la Festivalul de Film de la Veneția, împreună cu cel mai bun actor de la Societatea Națională de Critici de Film.
Pe 31 octombrie 1993, Phoenix a murit de intoxicație combinată cu medicamente după o supradoză de droguri pe trotuarul din fața clubului de noapte West Hollywood The Viper Room, la vârsta de 23 de ani. În momentul morții sale, Phoenix fusese în mijlocul filmării pentru filmul "Dark Blood" din 2012.

## Biografie
Phoenix s-a născut pe 23 august 1970 în Madras, Oregon, Statele Unite, primul copil al lui Arlyn Dunetz și John Lee Bottom. Părinții lui Phoenix l-au numit după râul vieții din romanul lui Hermann Hesse, Siddhartha, iar al doilea nume l-a primit după piesa Hey Jude a lui Beatles. Într-un interviu cu "People", Phoenix și-a descris părinții  lui ca "hippie". Mama sa s-a născut în Bronx, New York, părinți fiind evrei ai căror familii au emigrat din Rusia și Ungaria. Tatăl său a fost un catolic din Fontana, California, de origine engleză, germană și franceză. În 1968, mama lui Phoenix și-a părăsit familia din New York și a călătorit prin Statele Unite. În timp ce călătorea în nord-ul Californiei s-a întâlnit cu John Lee Bottom. S-au căsătorit pe 13 septembrie 1969, în mai puțin de un an de la întâlnire.
Familia lui Phoenix s-a mutat în țară când era foarte tânăr. Phoenix a fost crescut în Micanopy, Florida, o mică suburbie din Gainesville, unde locuiau în sărăcie. Phoenix a declarat că au trăit într-o "situație disperată". Phoenix cânta de multe ori la chitară în timp ce el și sora lui au cântat pe colțurile străzii pentru bani și mâncare pentru a-și ajuta familia în cresterea banilor. Phoenix nu a participat niciodată la școala oficială. Scenaristul Naomi Foner a comentat mai târziu: "El a fost total, absolut fără educație. Adică, putea să citească și să scrie și a avut un apetit pentru el, dar nu avea rădăcini adânci în vreun fel de istorie sau literatură". Aceasta este contrazisă de o declarație a lui George Sluizer, care a susținut că Phoenix era dislexic.
Copiii lui Dumnezeu

În 1973, familia s-a alăturat unei noi controversate mișcări religioase creștine, numită "Copiii lui Dumnezeu", ca misionari. Familia se muta în Caracas, Venezuela, unde Copiii lui Dumnezeu i-au așezat să lucreze ca misionari și culegători de fructe. Deși Phoenix rareori vorbea despre cult, el a fost citat de Arlyn Phoenix într-un articol din Esquire din 1994 că a spus: "Sunt dezgustători, ei distrug viețile oamenilor". Într-un interviu cu revista Details din noiembrie 1991, Phoenix a declarat că și-a pierdut virginitatea la vârsta de doar 4 ani în timpul Copiilor lui Dumnezeu, "dar l-am blocat."
Arlyn și John au devenit deziluzionați în cele din urmă cu Copiii lui Dumnezeu; Arlyn îi va spune mai târziu unui jurnalist că ea și soțul ei s-au opus practicii grupului "Flirty Fishing", afirmând: "Grupul a fost distorsionat de liderul David Berg, care devenea puternic și bogat. ". La sfârșitul anilor '70, familia lui River s-a mutat cu părinții lui Arlyn în Florida. Familia a schimbat oficial numele lor în Phoenix, după pasărea mitică care se ridică din cenușa sa, simbolizând un nou început.

## Moartea

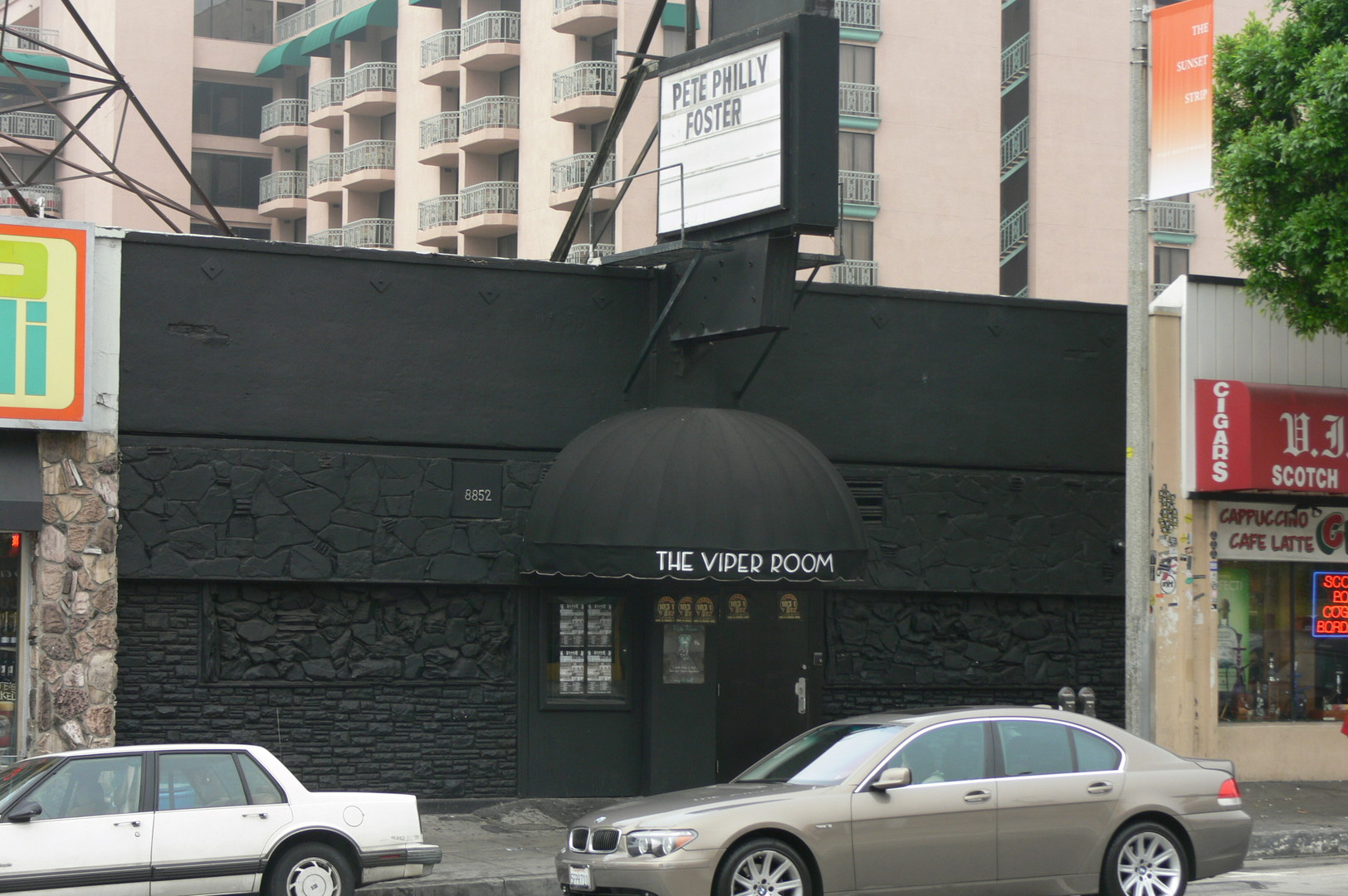
Clubul de noapte The Viper Room, unde Pheonix s-a prăbușit pe trotuar și a murit.

La sfârșitul lunii octombrie în 1993, Phoenix s-a întors la Los Angeles din Utah pentru a finaliza cele trei săptămâni de fotografii interioare rămase la ultimul său proiect, Dark Blood, un film care a fost finalizat în anul 2012.
Muzicianul (și viitorul consilier în materie de droguri) Bob Forrest, un bun prieten al lui Phoenix, în memoria sa din 2013, Running With Monsters, a dat una dintre cele mai detaliate povestiri despre ultimele zile ale lui Phoenix și momentele care au dus la moartea sa. Forrest a spus că în zilele premergătoare morții sale, Phoenix a rămas cu John Frusciante, chitaristul trupei Red Hot Chili Peppers. Cei doi vor face împreună cantități mari de droguri, pornind pe balamale imense și abia dacă dormeau vreodată. El a spus că rutina medicamentelor este consecventă pentru toți, întrucât era și el acolo, drogându-se cu ei. Mai întâi ar fuma fisuri sau ar injecta cocaină intravenos, apoi ar injecta heroină.
În seara zilei de 30 octombrie 1993, Phoenix urma să concerteze alături de trupa P care i-a prezentat pe prietenii săi buni Flea de la Red Hot Chili Peppers, actorul Johnny Depp, Gibby Haynes de la Butthole Surfers împreună cu Al Jourgensen, de la Ministry la The Viper Room, un club de noapte de la Hollywood deținut parțial la acea vreme de Johnny Depp. Forrest susține că Phoenix și Frusciante au ajuns la club împreună, unde s-ar fi întâlnit cu iubita lui Phoenix, Samantha Mathis, fratele lui, Joaquin Phoenix și sora lor Rain, împreună cu Flea și Johnny Depp. După sosire, cocaina a fost trecută imediat. Forrest a spus mai târziu că Phoenix era deja destul de fumat și a fost, așa cum a spus el, „nesigur ca un boxer care a luat prea multe lovituri de cap în timpul unui atac de cincisprezece runde”.
În timpul concertului realizat de formația  P, Forrest a spus că Phoenix l-a lovit pe umăr pentru a-i spune că nu se simte bine și că a crezut că a făcut supradoză. Forrest i-a spus lui Phoenix că nu crede că a făcut supradoză pentru că putea sta în picioare și să vorbească. Cu toate acestea, s-a oferit să-l ia pe Phoenix acasă, dar Phoenix a refuzat, spunând că se simte mai bine. Câteva momente mai târziu, Forrest a spus că o agitație a izbucnit în club, a ieșit afară și a găsit-o pe Samantha Mathis urlând în timp ce iubitul ei zăcea pe trotuar având convulsii. Joaquin a sunat la 911, dar nu a putut să stabilească dacă Phoenix respira sau nu. Sora lui, Rain, a continuat să-i facă o resuscitare gură-la-gură.
Când a ajuns ambulanța, Phoenix era încă în viață și Flea a mers cu el la Spitalul Cedar-Sinai. Când Forrest a ajuns la spital, a văzut-o pe Mathis stând pe hol plângând. Încercările ulterioare de resuscitare a Phoenix la spital nu au reușit. El a fost declarat mort la ora 01:51 în dimineața zilei de 31 octombrie 1993 la 23 de ani.
În cartea din 2013, Last Night at Viper Room: River Phoenix Aand the Hollywood He Left Behind, Gavin Edwards subliniază vina pe Frusciante ca fiind cel care i-a dat lui Phoenix medicamentele care i-au luat viața. Într-un interviu cu regizorul William Richert, Edwards discută despre moartea lui Phoenix afirmând că și Samantha Mathis l-a acuzat pe Frusciante.

## Filmografie

### Filme
| An   | Titlu                                | Rol                 | Note |
| ---- | ------------------------------------ | ------------------- | --- |
| 1985 | Explorers                            | Wolfgang Müller     | Nominalizat – Young Artist Award for Exceptional Performance by a Young Actor – Motion Picture |
| 1986 | Stand by Me                          | Chris Chambers      | Jackie Coogan Award împărtășit cu Wil Wheaton, Corey Feldman și Jerry O'Connell |
| 1986 | The Mosquito Coast                   | Charlie Fox         | Nominalizat – Young Artist Award for Best Young Male Superstar in Motion Pictures |
| 1988 | A Night in the Life of Jimmy Reardon | Jimmy Reardon       | |
| 1988 | Little Nikita                        | Jeff Grant          | |
| 1988 | Running on Empty                     | Danny Pope          | National Board of Review Award for Best Supporting Actor Nominalizat – Academy Award for Best Supporting Actor Nominalizat – Golden Globe Award for Best Supporting Actor - Motion Picture                 |
| 1989 | Indiana Jones and the Last Crusade   | Indiana Jones tânăr | |
| 1990 | I Love You to Death                  | Devo Nod            | |
| 1991 | Dogfight                             | Eddie Birdlace      | |
| 1991 | My Own Private Idaho                 | Mikey Waters        | Independent Spirit Award for Best Male Lead National Society of Film Critics Award for Best Actor Volpi Cup for Best Actor Nominalizat – New York Film Critics Circle Award for Best Actor (al doilea loc) |
| 1992 | Sneakers                             | Carl Arbogast       | |
| 1993 | The Thing Called Love                | James Wright        | |
| 1994 | Silent Tongue                        | Talbot Roe          | Lansare postumă |
| 2012 | Dark Blood                           | Boy                 | (Ultimul său rol) - Filmat în 1993 |

### Televiziune
| An        | Titlu                              | Rol                            | Note |
| --------- | ---------------------------------- | ------------------------------ | --- |
| 1982–1983 | Seven Brides for Seven Brothers    | Guthrie McFadden               | 21 de episoade Young Artist Award for Best Young Actor in a Drama Series 1984 Nominalizat – Young Artist Award for Best Young Actor in a New Television Series 1982    |
| 1984      | Celebrity                          | Jeffie Crawford (11 ani)       | Miniserii |
| 1984      | ABC Afterschool Special            | Brian Ellsworth                | Episodul: "Backwards: The Riddle of Dyslexia" Nominalizat – Young Artist Award for Best Young Actor in a Family Film Made for Television împărtășit cu Joaquin Phoenix |
| 1984      | It's Your Move                     | Brian                          | Episodul: "Pilot" |
| 1984      | Hotel                              | Kevin                          | Episodul: "Transitions" |
| 1985      | Robert Kennedy & His Times         | Robert Kennedy, Jr. (Partea 3) | Miniserii |
| 1985      | Family Ties                        | Eugene Forbes                  | Episodul: "My Tutor" |
| 1985      | Surviving: A Family in Crisis      | Philip Brogan                  | Televiziune film Young Artist Award for Best Young Actor Starring in a Television Special or Mini-Series                                                               |
| 1986      | Circle of Violence: A Family Drama | Chris Benfield                 | Televiziune film |

### Videocipuri muzicale
| An        | Titlu               | Artist                | Rol       |
| --------- | ------------------- | --------------------- | --------- |
| 1986      | "Stand by Me"       | Ben E. King           | El însuși |
| 1991–1992 | "Breaking the Girl" | Red Hot Chili Peppers | El însuși |

## Legături externe
- River Phoenix la Internet Movie Database
- River Phoenix la TCM Movie Database
- River Phoenix la Allmovie
- River Phoenix la Find a Grave